# Basílica de Santa Maria degli Angeli

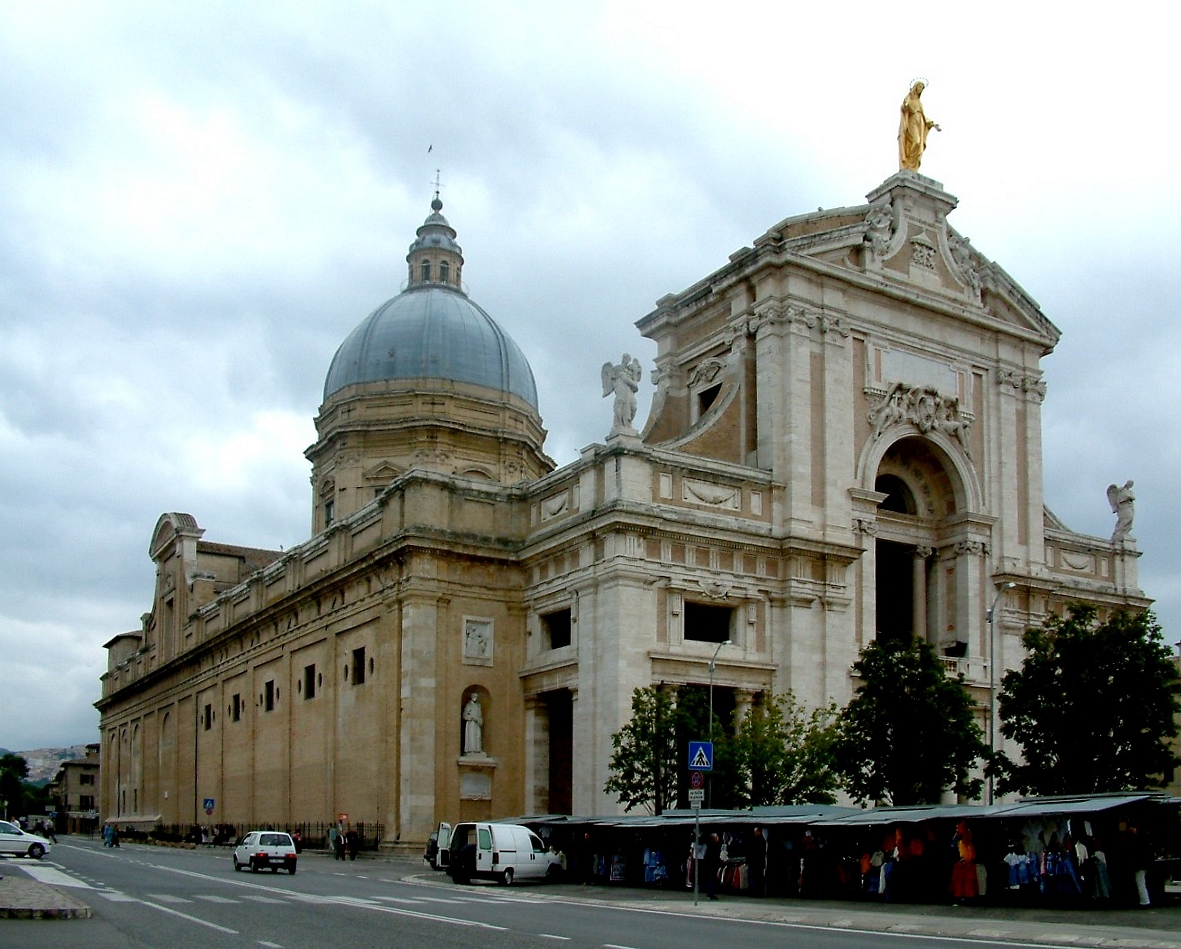
Façana i lateral de la basílica

|  | Per a altres significats, vegeu «Santa Maria degli Angeli e dei Martiri». |

Santa Maria degli Angeli (literalment en italià Santa Maria dels Àngels) és una basílica papal a la plana al peu del turó d'Assís a la frazione de Santa Maria degli Angeli. La basílica va ser construïda en estil manierista entre 1569 i 1679 encloent l'esglesiola del segle IX de la Porciúncula, lloc de gran rellevància espiritual dels franciscans. Fou aquí el jove Francesc d'Assís va entendre la seva vocació i va renunciar al món per tal de viure en pobresa entre el pobre i on va començar el moviment franciscà.

## Història
Després de la mort de Sant Francesc el 1226 els frares van construir diverses cabanes petites al voltant de la Porciúncola. El 1230 s'hi afegiren un refectori i alguns edificis adjacents. Amb el pas del temps s'hi afegiren alguns pòrtics i els allotjaments dels frares al voltant de la Porciúncola. Alguns dels fonaments d'aquestes estances foren descobertes sota la planta de la basílica durant les excavacions dutes a terme entre 1967 i 1969.
Degut al creixent nombre de pelegrins que anaven a Assís per tal de rebre el "Perdó d'Assís", l'espai petit de la Porciúncola esdevenia completament inadequat per a albergar tots aquests pelegrins. Sorgí la necessitat de construir una església que enclogués la Porciúncola. Els edificis al voltant del santuari foren construïts per ordre de Pius V (1566-1572), excepte la Capella del Transito, la cel·la en la que St. Francesc havia mort. La construcció de la basílica s'inicià el 25 de març de 1569.
Aquesta majestuosa església, la setena església cristiana en grandària, fou dissenyada en un atrevit estil manierista, que prefigura l'estil barroc, per dos arquitectes famosos, Galeazzo Alessi i Vignola. La feina va progressar lentament, degut a la constant manca de finançament, i la construcció de l'edifici fou finançada amb donacions. La destacada cúpula descansa sobre un tambor octagonal amb vuit finestres i cornises, s'acabà el 1667. La construcció de l'església finalitzà el 1679. El 1684 s'hi afegí una torre campanar que inicialment l'hi havia d'acompanyar un segon campanar bessó que finalment mai fou construïda.
El 15 de març del 1832 la nau central, una part d'un passadís lateral i el cor es van ensorrar durant un terratrèmol violent. La cúpula va escapar de la destrucció, però hi quedà una gran esquerda. L'absis i les capelles laterals resistiren. La reconstrucció de la basílica començà el 1836 sota les ordres de l'arquitecte Luigi Poletti i acabaren i reobrí al culte el 1840. Aquest remodelà la façana en estil neoclàssic. Entre 1924 i 1930 aquesta façana fou retornada al seu original estil barroc per Cesare Bazzani (Roma, 5 de març del 1873 - Roma, 30 de març del 1939). L'estàtua daurada de la Madonna degli Angeli ("Mare de Déu dels Àngels") de l'escultor Colasanti i fosa per la foneria Ferdinando Marinelli, fou col·locada a la façana el 1930.
L'11 d'abril del 1909 l'església fou elevada pel papa Pius X a la categoria de "basílica patriarcal i capella papal".

## Arquitectura

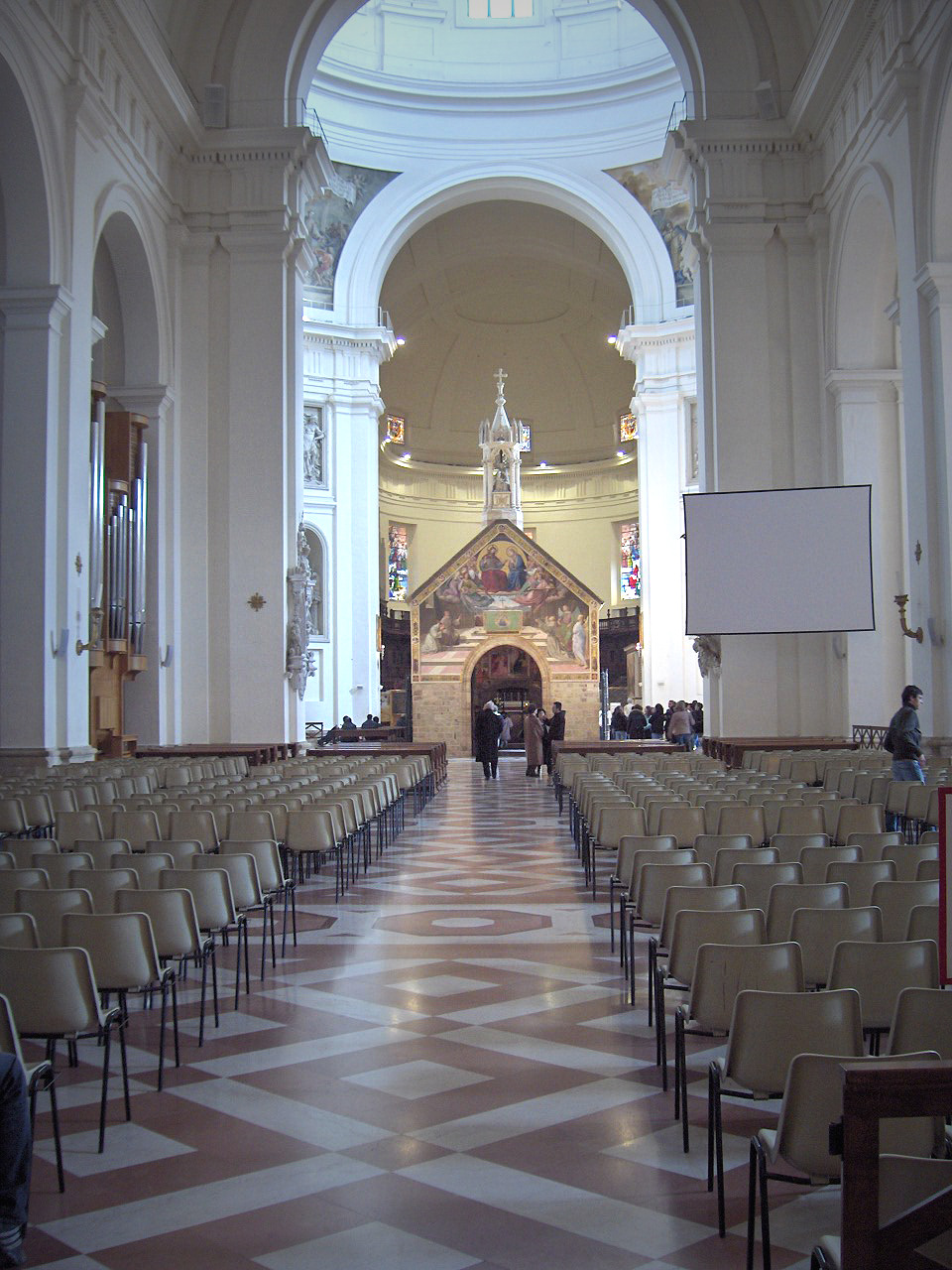
Nau amb la Porciúncola al fons

La basílica té una planta rectangular, dividida en una nau central i dues laterals, flanquejades per deu capelles laterals, al fons un transsepte, i un cor llarg en un absis semicircular, elevada del terra. La Porciúncula es troba exactament sota la cúpula.
L'interior és senzill i no obstant elegant, amb unes poques decoracions, en contrast amb les decoracions de les capelles laterals. La nau i els passadissos foren reconstruïts en estil dòric neoclàssic per Luigi Poletti. L'absis sosté el cor de fusta preciós, tallada pels germans Franciscans iniciats el 1689, la càtedra papal (amb baixos relleus d'E. Manfrini) i l'altar papal altar. La Capella del Transito, la cel·la en la que morí St. Francesc, encara es conserva. És sota la badia del cor, contra les columnes rectes de la cúpula.

Les capelles laterals van ser decorades per artistes de diversos períodes, incloent Antonio Circignani (totes les pintures en la Capella de Sta. Anna, 1602-1603), Francesco Appiani (Capelles de St. Antoni i St. Pere encadenat, 1756-1760), Ventura Salimbeni (Capella de l'Expulsió del Senyor, 1602).

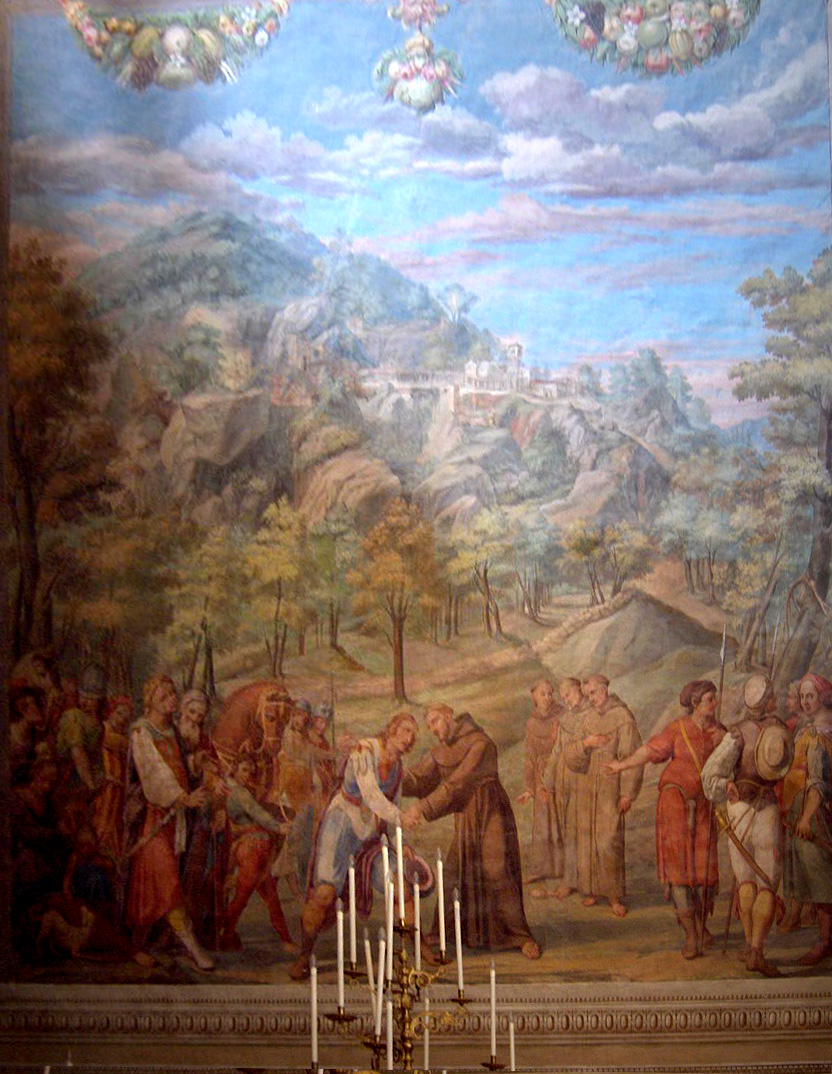
St. Francesc rep homes i dones al Tercer Orde de Penitència, a Cannara; pintura de Baldassare Croci (1602-1603)
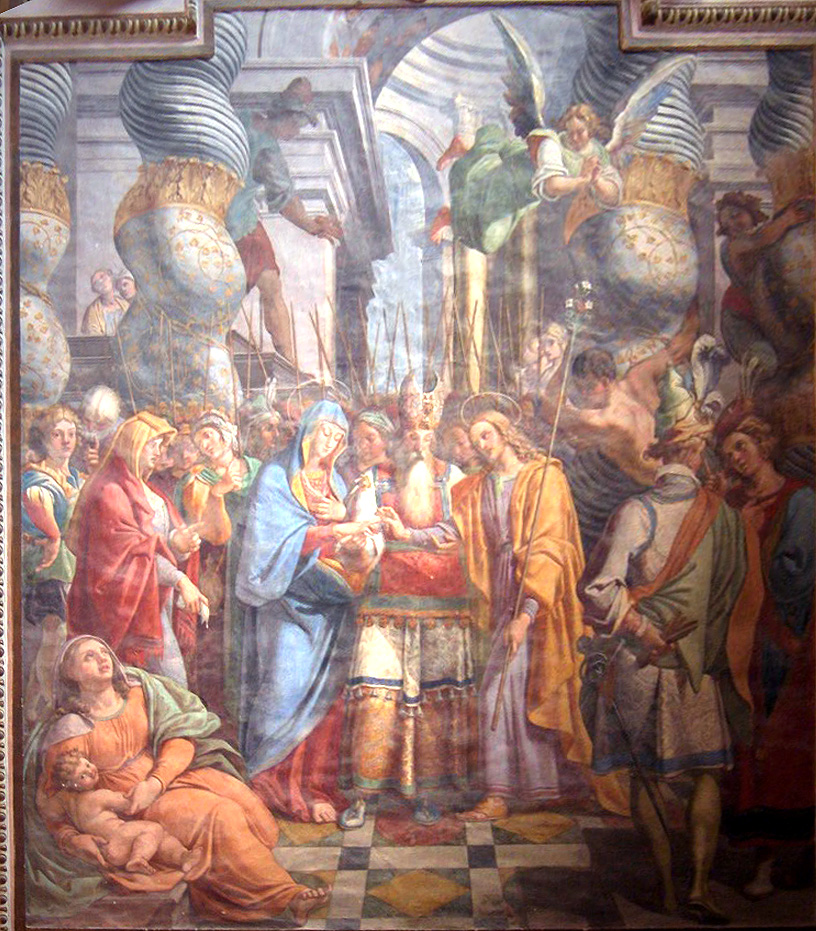
Casament de la Verge, pintura d'Antonio Circignani (Pomarancio) (1602-1603)
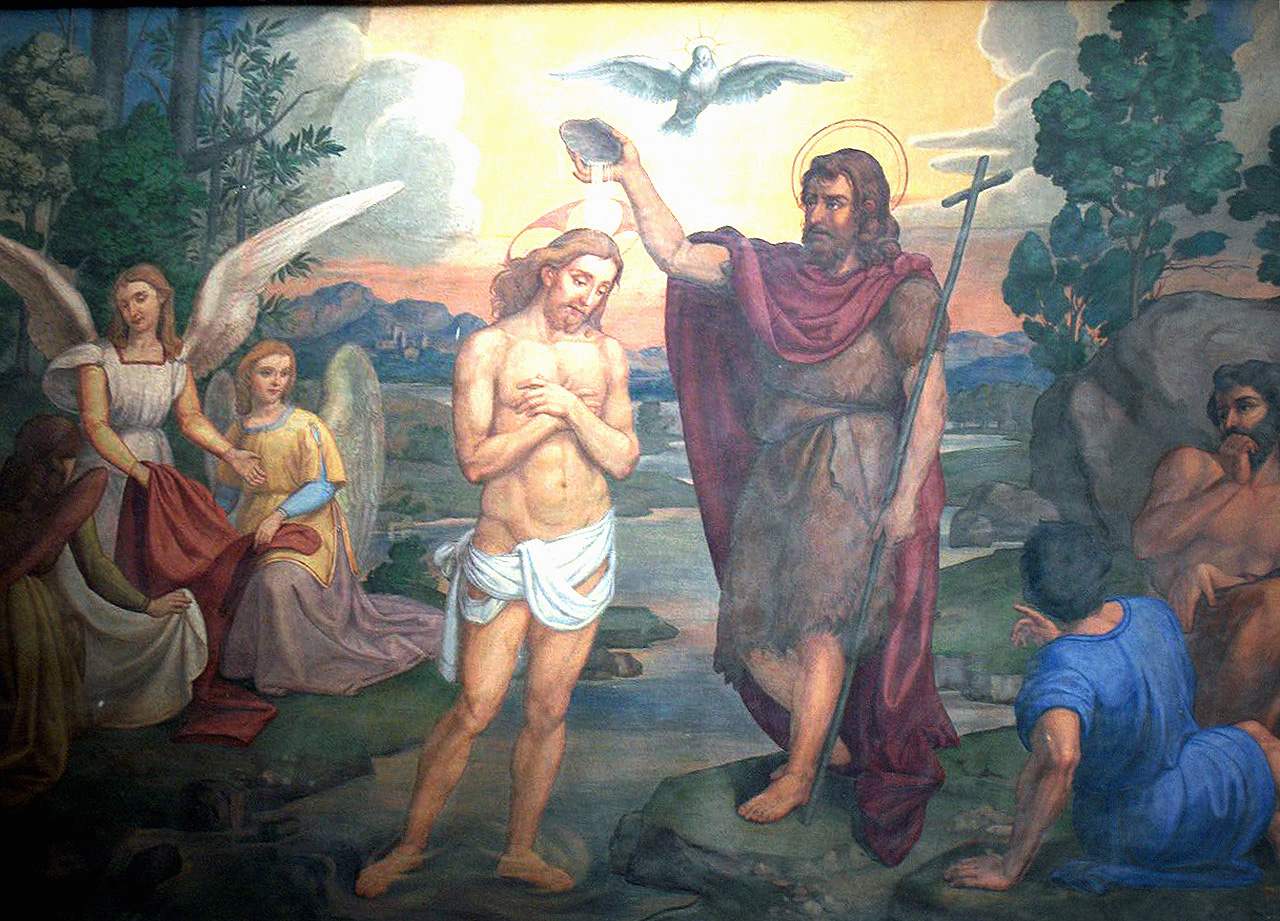
St. Joan Baptista bateja Jesús al Jordà; pintura de Giorgetti di Assisi

## La Porciúncola

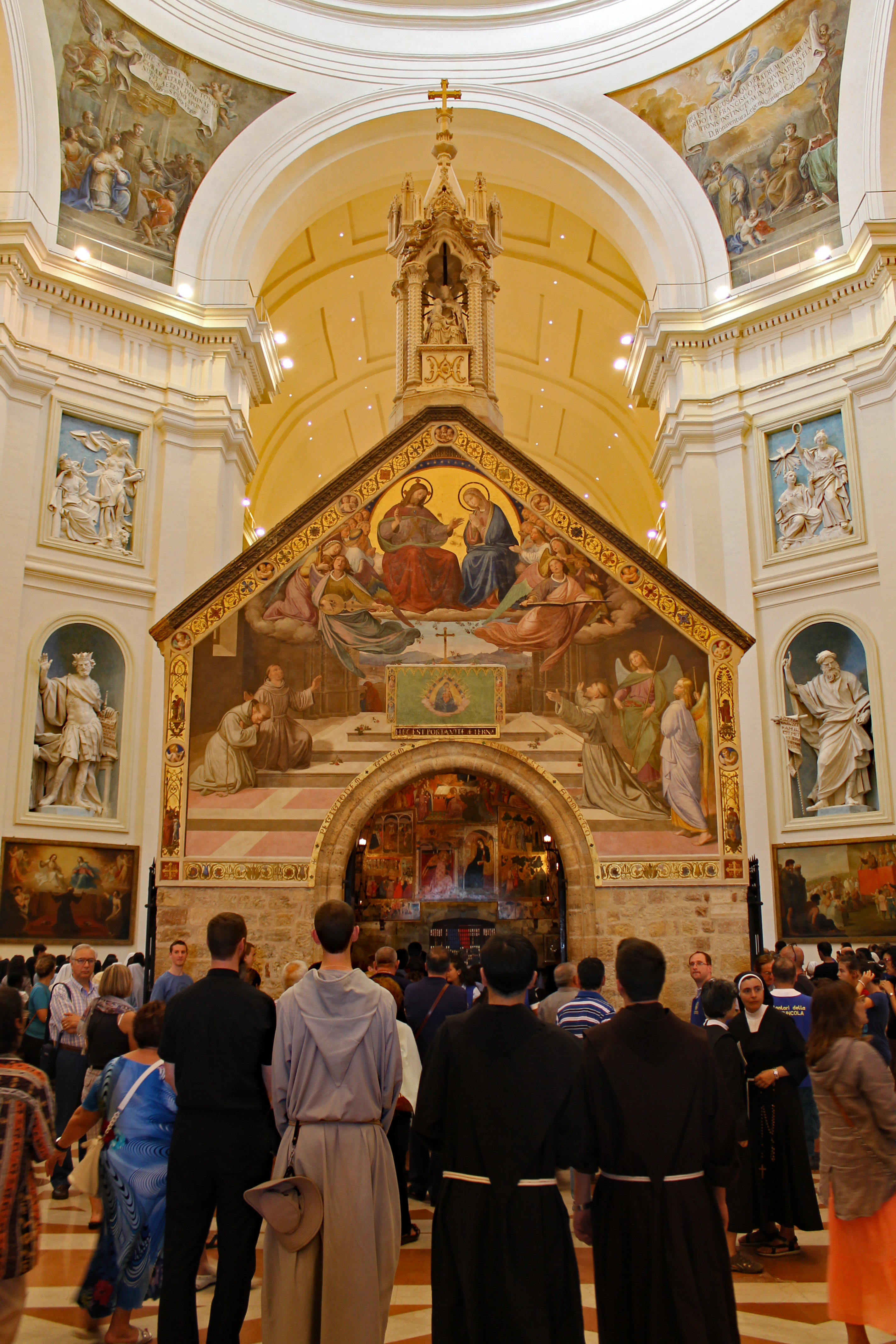
La Porciúncola

La chiesetta (esglesiola) de la Porciúncola, en italià "petita porció", és el lloc més sagrat dels franciscans. Francesc rebé aquesta petita església, del segle ix, dels monjos benedictins.
L'església fou decorada per artistes de períodes diferents. A sobre l'entrada hi ha el fresc de Johann Friedrich Overbeck (1829) representant St. Francesc rebent de Crist i la Verge la indulgència, conegut com el “Perdó d'Assís”. La paret lateral del costat dret mostra fragments de dos frescos d'artistes desconeguts d'Úmbria. L'interior auster és decorat en un senzill estil gòtic amb frescs dels segle xiv i xv. El treball més excepcional és el fresc de sis parts a l'absis d'aquesta petita església, pintat per Ilario da Viterbo (1393). Al darrere, per sobre de l'entrada, hi ha un fresc que representa la Crucifixió de Pietro Perugino.

## El Transito
La Capella del Transito és l'habitació petita on St. Francesc va morir el 3 d'octubre de 1226. Fou una petita cabana usada com a infermeria primitiva per als malalts. És decorada a l'exterior pel fresc del trànsit de Domenico Bruschi (1886). A l'interior, sobre l'altar petit, hi ha la corda de St. Francesc. Darrere de l'altar, hi ha una estàtua de terracota vernissada de St. Francesc d'Andrea della Robbia (c. 1490). A les parets hi ha un fresc de Giovanni Spagna (1520), descrivint als primers seguidors de St. Francesc, amb els seus noms a sobre de cada retrat (Ruffino, Leone, Masseo i Egidio).

## La cripta
Es construí una nova cripta nova darrere de l'altar entre 1965 i 1970. Durant les excavacions es trobaren els fonaments de les cabanes petites originals, envoltant la Porciúncola. Les restes de l'altar de la cripta descansen sobre un tronc d'arbre massiu i profusament ramificat, esculpit per Francesco Prosperi. Darrere de l'altar hi ha un tabernacle de terracota, en baix relleu esmaltat, d'Andrea della Robbia, expressat amb una extrema finesa les emocions de les figures. La porció superior inclou St. Francesc rebent els estigmes, la Coronació de Maria (amb àngels músics), St. Jeroni el Penitent; el de baix representa l′Anunciació, la Nativitat i l'Adoració dels mags.

## El roserar i la Capella de Rosa

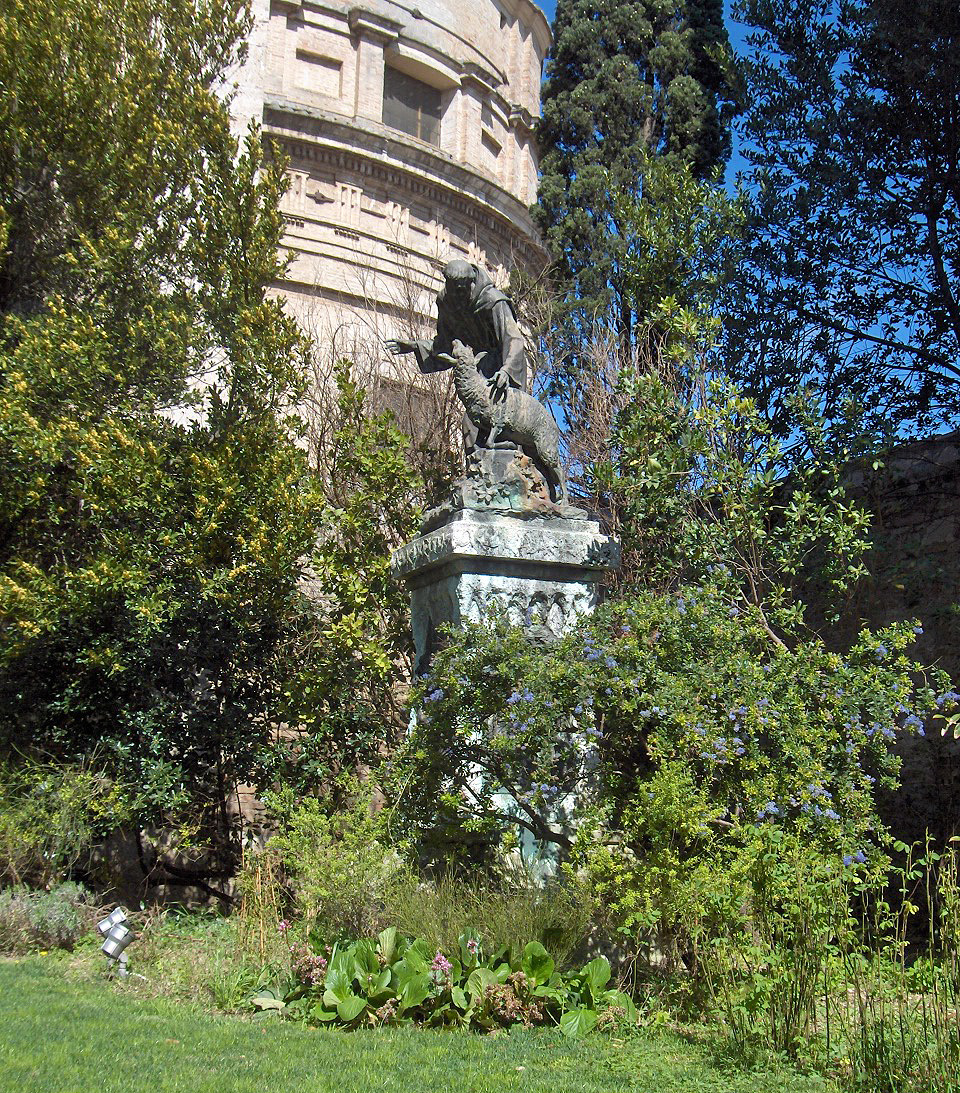
Roserar estàtua de bronze de V. Rossignoli (1916)

A través de la sagristia s'accedeix al roserar on hi ha les darreres restes de la fusta antiga en la que St. Francesc i els seus frares van viure. Aquí va parlar amb els coloms, convidant-les a elogiar el Senyor. Els coloms han niuat aquí des de temps immemorials a les mans de l'estàtua de St. Francesc en aquest roserar.
Segons la tradició (testimoniada ja a les darreries segle xiii), una nit St. Francesc, sentint la temptació d'abandonar el seu mode de vida, va rodolar despullat en l'esbarzer en un intent de vèncer el dubte i la temptació. En contacte amb el seu cos, els arbustos d'esbarzer es convertiren en roses sense punxes. Des de llavors en aquests jardí hi creix el cultivar Rosa canina assisiensis.

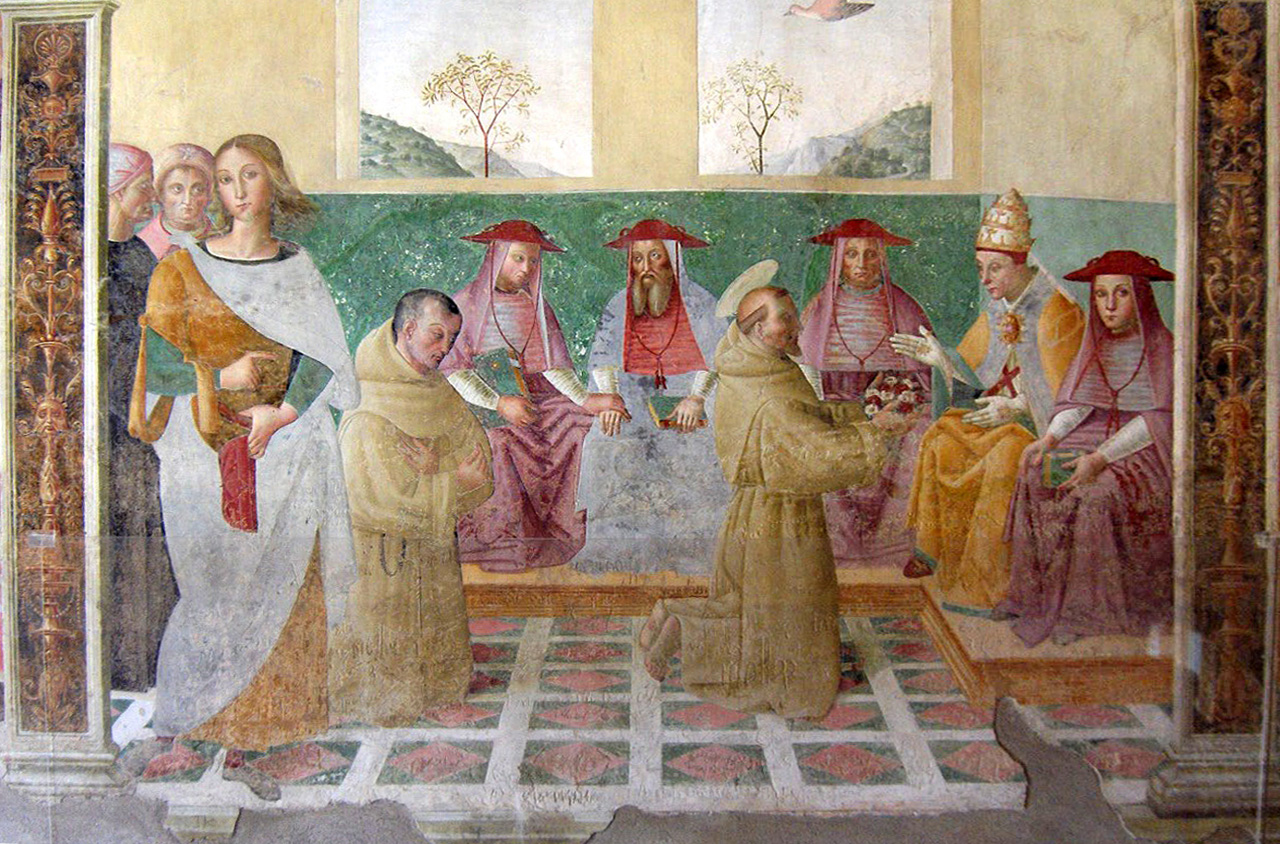
Concessió de la indulgència, fresc a la Capella de Rosa de Tiberio d'Assisi

Des del roserar es pot accedir a la Capella de la Rosa. Aquesta fou la cel·la on St. Francesc passà la resta de la nit orant i fent penitència. Aquí St. Francesc es reuní amb Antoni de Pàdua. Després de la seva mort s'hi construí una capella al segle xiii, ampliant-se al segle xv per St. Bernadí de Siena. Fou decorada entre 1506 i 1516 amb una sèrie de frescs per diversos pintors, entre els quals l'umbre Tiberio d'Assisi, representant la primitiva comunitat franciscana i els primers sants de l'orde, el miracle de les roses i la concessió de la indulgència

## Museu
El petit convent alberga el museu de la Porciúncola amb molts objectes religiosos, troballes arqueològiques i una destacable col·lecció de pintures: 
- El Crucifix de Giunta Pisano (1236)
- Un retrat de St. Francesc pintat sobre taula de per l'anònim Maestro di San Francesco (segle XIII); el cos del sant difunt va ser col·locat en aquesta pintura.
- Una pintura sobre fusta de St. Francesc atribuïda a Cimabue
- Una Verge amb Nen del pintor sienès Sano di Pietro (segle xv)
- Una terracota d'Andrea della Robbia (c. 1490) de dalt a baix i d'esquerra a dreta representant:"St. Francesc rebent els estigmes", "Coronació de Maria" i "St. Jeroni el penitent"; a baix i d'esquerra a dreta: l'Anunciació, la Nativitat i l'Adoració del mags.
- St. Francesc i Sta. Clara de Cesare Sermei i el seu taller.
- La Verge de la Llet, una escultura terracota policromada de final del segle xiv o principis del segle xv
- Molts frescs d'atribució incerta.